# Lee Haskins
Lee Haskins (* 29. November 1983 in Bristol, England) ist ein britischer Boxer im Bantamgewicht und ehemaliger Weltmeister des Verbandes IBF.

## Profikarriere
Im Jahre 2003 begann er erfolgreich seine Profikarriere und wurde Englischer Meister und Commonwealth-Meister im Fliegengewicht. Nach seinem Wechsel ins Bantamgewicht erlitt er zwei Niederlagen in drei Kämpfen und wechselte danach ins Superfliegengewicht. In dieser Gewichtsklasse wurde er anschließend Britischer- und Commonwealth-Meister.
Wieder im Bantamgewicht kämpfend, wurde er im Juli 2011 Interkonti-Champion der WBA und im Juli 2012 Europameister der EBU. Er schlug dabei den späteren IBF-Weltmeister Stuart Hall. In seiner ersten Titelverteidigung verlor er zwar gegen den Belgier Stephane Jamoye, wurde jedoch anschließend wieder Britischer Meister und im Februar 2015 Europameister.
Am 13. Juni 2015 boxte er gegen Ryosuke Iwasa um den Interims-Weltmeistertitel des Verbandes IBF und siegte durch technischen K. o. in Runde 6. Am 21. November desselben Jahres wurde Haskins der volle Weltmeister-Status der IBF zugesprochen, nachdem Randy Caballero der Titel aufgrund Überschreitung des Gewichtslimits entzogen worden war.
Haskins verteidigte den Titel daraufhin im Mai 2016 einstimmig gegen Ivan Morales, Bruder des mehrfachen Boxweltmeisters Erik Morales. Im September 2016 schlug er bei einem Rückkampf auch Stuart Hall.
Den Titel verlor er schließlich am 10. Juni 2017 durch Punktniederlage an Ryan Burnett.